# Цвеи Хао (песник)
Цвеи Хао (упрош: 崔颢; трад: 崔顥; пин: Cuī Hào, 704？-754) је био Кинески песник из Танг династије.
Цвеи Хао је био рођен у Бијенџоу (кин: 汴州; пин: Biànzhōu, данашњи Кајфен) и положио царске испите 723. године. Зна се да је много путовао као чиновник, нарочито између година 723-744. Он је познат за три теме у поезији—жене, граничне испоставе и пејзаже. 15 песама постоје на тему жене и 15 песама постоје на задње две теме. Његова најпознатија песма је Павиљон жутог ждрала.
Касније је ражалован и упућен у удаљене крајеве Кине.